# くりっく株365
くりっく株365（くりっくかぶ365）は、株式会社東京金融取引所が市場を開設・運営している、取引所CFDの株価指数証拠金取引および商品証拠金取引（株式会社東京金融取引所の商標）。
証拠金取引は、自己資金を証拠金として担保にし自己資金以上の取引をする方法で、FXや先物取引などで用いられる取引方法。

## 沿革
- 2010年11月22日 - 「くりっく株365」という名称でサービス開始。当初の取引可能銘柄は以下のとおり。
  - 日経225証拠金取引
  - FTSE100証拠金取引
  - DAX証拠金取引
- 2010年12月13日 - 以下の銘柄の取引を開始。
  - FTSE中国25証拠金取引（2014年9月19日に上場廃止[3]）
  - FTSE TWSE 台湾50証拠金取引（2010年11月30日に上場延期が発表になり、そのまま延期が継続[4]）
- （詳細時期不詳） - 名称が「株365」に変わる。
- （2014年頃）現在の名称は「くりっく株365」となっている。
- 2016年6月27日、NYダウ証拠金取引を開始[5]。
- 2017年12月18日よりそれぞれの株価指数の金利はそれぞれの通貨の無リスク金利を適用するように変更した。それまでは外国通貨でも円の無担保コール翌日物の金利を使用していて市場がおかしくなっていた。[6]
- 2020年10月26日、株価指数の証拠金取引が1年に1度リセットされる形式となった。これにより、価格連動性が強まった。形式としては3ヶ月に一度ロールオーバーされることが多い株価指数先物取引に近くなった。また、NYダウリセット付証拠金取引の取引単位が10分の1になった。[7]
- 2021年9月13日、金ETFリセット付証拠金取引および原油ETFリセット付証拠金取引が上場。[8]
- 2022年2月28日、NASDAQ-100リセット付証拠金取引が上場。[9]
- 2023年9月11日、ラッセル2000証拠金取引、銀ETF証拠金取引、プラチナETF証拠金取引が上場。[10]

## 特徴
- 日経225やNYダウなどの国内外の主要な株価指数だけではなく、金や原油などのコモディティETFが取引できる。
- 取扱商品は、日経225、NYダウ、NASDAQ-100、ラッセル2000、DAX、FTSE100、金ETF、銀ETF、プラチナETF、原油ETF。S&P 500の取り扱いがない。
- ほぼ24時間、取引することができる。
- 少額の証拠金でレバレッジ取引ができる。
- 買いからも、売りからも取引ができる。（仕組みは外国為替証拠金取引と同じ）
- 株価指数の構成銘柄に配当がある場合、その買いポジションを持っていれば、株価指数を基にした配当相当額を受取ることができる。逆に、その売りポジションを持っていれば、逆に配当相当額を支払うことになる。
- 日本の円価格で国際分散投資ができる。日経平均株価（日経225）のほか、アメリカ、ドイツ、イギリスなどの株価指数に日本円で投資できる。
- くりっく365と同様の完全マーケットメイク方式。
- 取引単位は株価指数やコモディティETFの値に10円や100円などをかけたものである。
- 金利相当額・配当相当額が売りと買いで同一。
- くりっく株365は取引所CFDである。CFDは各金融会社が行っている店頭CFDと、東京金融取引所に上場している取引所CFDがある。（詳細は差金決済取引を参照）
- 個人の場合、くりっく株365で得た利益は、申告分離課税として一律20.315%の税率で課税される。また、CFD・FX取引・先物取引・オプション取引との損益通算が可能である。損失が発生した場合、翌年から3年間にわたり税の繰越控除の適用が可能。

## くりっく株365取扱会社一覧
※くりっく株３６５取扱会社一覧｜くりっく株３６５公式ホームページ 2025-4-12閲覧

### 取引参加者
- 岩井コスモ証券
- AIゴールド証券
- SBI証券
- 岡三オンライン証券
- 岡安商事
- KOYO証券
- サンワード貿易
- 大起証券
- 日産証券
- ひまわり証券
- フジトミ証券
- 三菱UFJ eスマート証券
- 豊トラスティ証券

### 取次者
- セントレード証券

### 金融商品仲介業者
- カネツ商事株式会社
- てらす証券アドバイザーズ
- らいと証券アドバイザーズ

## 参照
1. ↑  名称が以前の「くりっく365」であった期間に（運営法人以外によってではあるが）作成されたとみられるWebページ“くりっく365(くりっくさんろくご) | 証券用語集 | 東海東京証券株式会社”. www.tokaitokyo.co.jp. 2019年7月15日閲覧。（web.archive.orgによるアーカイブ有り）によれば、「365」の読み方は「さんろくご」であるとされる
2. ↑  商標出願･登録情報表示｜くりっく株365｜J-PlatPat（独法）工業所有権情報・研修館 2024-11-05閲覧
3. ↑  取引所株価指数証拠金取引　 FTSE中国25証拠金取引の上場廃止について | ＴＦＸからのお知らせ｜株式会社 東京金融取引所
4. ↑  FTSE TWSE台湾50証拠金取引の上場延期について | ＴＦＸからのお知らせ｜株式会社 東京金融取引所
5. ↑  NYダウ証拠金取引の呼び値に係る価格及び数量の受付制限設定について | 重要なお知らせ│くりっく株３６５公式ホームページ
6. ↑  海外株価指数証拠金取引の一部商品仕様の変更について | ＴＦＸからのお知らせ｜株式会社 東京金融取引所
7. ↑  “株価指数リセット付証拠金取引の上場日のお知らせ | ＴＦＸからのお知らせ｜株式会社 東京金融取引所”. tfx.co.jp. 2023年10月25日閲覧。
8. ↑  “金ETFリセット付証拠金取引及び原油ETFリセット付証拠金取引上場日のお知らせ | ＴＦＸからのお知らせ｜株式会社 東京金融取引所”. tfx.co.jp. 2023年10月25日閲覧。
9. ↑  “くりっく株３６５「NASDAQ-100リセット付証拠金取引」の上場について | ＴＦＸからのお知らせ｜株式会社 東京金融取引所”. tfx.co.jp. 2023年10月25日閲覧。
10. ↑  “くりっく株３６５新商品(ラッセル2000/銀ETF/プラチナETF)の上場日について | ＴＦＸからのお知らせ｜株式会社 東京金融取引所”. tfx.co.jp. 2023年10月25日閲覧。